# 迪奥拉马
迪奥拉马是巴西戈亚斯州的一个市镇。总面积687.339平方公里，总人口2395人，人口密度3.5人/平方公里。